# Karl Knabe
Richard Karl Christoph Knabe (* 25. Oktober 1888 in Oberhausen; † 24. August 1968 in Ückesdorf) war ein deutscher Verwaltungsjurist und Landrat.

## Leben
Nach dem erfolgreichen Abitur studierte er von 1908 bis 1911 Rechts- und Staatswissenschaften in Würzburg und Bonn. Seit 1908 gehörte er der Burschenschaft Cimbria Würzburg an. 1913 folgte der Militärdienst mit anschließender Teilnahme am Ersten Weltkrieg. Nach dem Krieg wirkte er in der Industrie- und Handelskammer in Elberfeld. Nach wechselnden Anstellungen kam er 1927 auf den Posten eines Amtsgerichtsrates in Flatow. 1933 wurde Knabe zum Landrat im Kreis Deutsch-Krone ernannt und wirkte dort bis Kriegsende 1945.
Nach Flucht und Vertreibung fand er eine Beschäftigung bei der Stadtverwaltung Düsseldorf.